# Druva
Druva — второй студийный альбом белорусской группы Osimira, вышедший в 2007 году.

## Об альбоме
Druva отличается от первого альбома, более архаичным звучанием и мелодизмом. Работа над диском длилась 4 года. В записи принимали участие музыканты из разных регионов Белоруссии. Некоторая часть музыкального материала найдена и записана в экспедициях по белорусским деревням.
28 февраля 2008 года, в концертном зале «Минск», на церемонии награждения премии «Рок-коронация’2007» альбом назван лучшим диском в номинации «Традыцыi i сучаснасць».

## Список композиций
- Kankli dy dudka
- Kupalka
- Zhutsien
- Chuta ruta
- Strala
- Kusta
- Yaryeu kon
- Vavary
- Pcholiki
- Rasokha
- Oy ty sieliazion
- Liola
- Patsukova duda
- Dziady
- Oy staits yavar, tonki wysaki
- Noch kola
- Poklich dreva

## Над альбомом работали
- Андрей Половченя, музыкальный продюсер диска
- Алексей Палаучэня
- Илья Долженков, бас
- Лариса Преображенская, скрипка
- Катерина Донда, скрипка
- Ольга Братенкова, вокал
- Кастусь Канцавы
- Олег Тихонов, исполнительный продюсер
- Татьяна Тихонова, дизайнер обложки, художник